# Law & Order: Organized Crime
Law & Order: Organized Crime ist eine US-amerikanische Fernsehserie und ein Spin-off der Serie Law & Order: Special Victims Unit, in welcher der Hauptdarsteller Christopher Meloni zehn Jahre nach seinem Ausscheiden aus dem Franchise seine Rolle als Detective Elliot Stabler wieder aufnimmt. Seine Figur taucht in der Crossover-Episode Return of the Prodigal Son (Folge 22x09) von Special Victims Unit auf, in der ein Bombenanschlag auf sein Auto verübt wird. In den USA fand die Erstausstrahlung am 1. April 2021 auf NBC statt. Die deutschsprachige Erstausstrahlung war ab dem 8. September 2021 auf 13th Street zu sehen.
Am 14. Mai 2021 wurde die Serie um eine zweite Staffel verlängert, die vom 23. September 2021 bis zum 19. Mai 2022 ausgestrahlt wurde. Am 10. Mai 2022 wurde die Serie um eine dritte Staffel verlängert, die seit dem 22. September 2022 ausgestrahlt wird.
Am 19. Juli 2022 wurde ein 31-jähriges Crewmitglied in Brooklyn am Set im Auto erschossen.
Im April 2024 wurde eine 5. Staffel für die TV-Saison 2024–2025 bestellt, wobei die Serie von NBC zu Peacock wechseln wird. Ab dem 17. April 2025 ist die neue Staffel auf Peacock abrufbar.

## Handlung
Zusammen mit einem neuen Team deckt Detective Elliot Stabler allmählich die Machenschaften des Geschäftsmannes Richard Wheatley auf, der mutmaßlich ebenfalls am Tod von Stablers Frau beteiligt war.
In der zweiten Staffel ermittelt das Team in einem Fall von Menschenhandel und bekommt es mit einem Hacker zu tun.

## Besetzung und Synchronisation
Die deutschsprachige Synchronisation entsteht bei der Arena Synchron GmbH in Berlin unter Dialogbuch und -regie von Timmo Niesner.
| Schauspieler                      | Rang          | Rollenname                      | Hauptrolle (Episoden) | Hauptrolle (Staffeln) | Hauptrolle (∑ Episoden) | Gastrolle | Gastrolle (Staffeln) | Deutsche Synchronstimme                             |
| --------------------------------- | ------------- | ------------------------------- | --------------------- | --------------------- | ----------------------- | --------- | -------------------- | --------------------------------------------------- |
| Hauptbesetzung                    |               |                                 |                       |                       |                         |           |                      |                                                     |
| Christopher Meloni                | Detective     | Elliot Stabler                  | 1–                    | 1–                    |                         |           |                      | Frank Röth                                          |
| Danielle Moné Truitt              | Sergeant      | Ayanna Bell                     | 1–                    | 1–                    |                         |           |                      | Marie-Isabel Walke                                  |
| Ainsley Seiger                    | Det.          | Jet Slootmaekers                | 1–5                   | 1–68                  |                         |           |                      | Johanna Dost (1.01–2.04) Franziska Trunte (ab 2.05) |
| Rick Gonzalez                     | Det.          | Bobby Reyes                     | 3–                    | 33–                   |                         | 3         | 32                   | Bastian Sierich                                     |
| Dean Norris                       |               | Randall Stabler                 | 5–                    | 66–                   |                         | 4         |                      | Lutz Schnell                                        |
| Brent Antonello                   | Det.          | Jamie Whelan                    | 3                     | 33–52                 |                         | 3         | 32                   | Timo Weisschnur                                     |
| Nona Parker-Johnson               | Det.          | Carmen „Nova“ Riley             | 2                     |                       |                         | 2         |                      | Lea Kalbhenn                                        |
| Dylan McDermott                   |               | Richard Wheatley                | 1–2                   | 1–9, 17–22            |                         |           |                      | Peter Flechtner                                     |
| Tamara Taylor                     |               | Angela Wheatley                 | 1–2                   | 1–9, 17–22            |                         |           |                      | Anke Reitzenstein                                   |
| Nebenbesetzung                    |               |                                 |                       |                       |                         |           |                      |                                                     |
| Ben Chase                         | Detective     | Freddie Washburn                |                       |                       |                         | 1         | 1–8                  | Tim Knauer                                          |
| Michael Rivera                    | Detective     | Diego Morales                   |                       |                       |                         | 1         |                      | Amadeus Strobl                                      |
| Charlotte Sullivan                |               | Gina Capaletti                  |                       |                       |                         | 1         | 1–7                  |                                                     |
| Nick Creegan                      |               | Richard Wheatley Jr.            |                       |                       |                         | 1–2       | 1–8, 22              | Jeremias Koschorz                                   |
| Michael Raymond-James             |               | Jon Kosta                       |                       |                       |                         | 2         | 9–16                 |                                                     |
| Vinnie Jones                      |               | Albi Briscu                     |                       |                       |                         | 2         | 9–16                 | Milton Welsh                                        |
| Lolita Davidovich                 |               | Flutura Briscu                  |                       |                       |                         | 2         | 9–16                 |                                                     |
| Robin Lord Taylor                 |               | Sebastian "Constantine" McClane |                       |                       |                         | 2         | 18–22                |                                                     |
| James Cromwell                    |               | Miles Darman                    |                       |                       |                         | 2         |                      |                                                     |
| Denis Leary                       | Det.          | Frank Donnelly                  |                       |                       |                         | 2         | 22–30                | Viktor Neumann                                      |
| Crossover-Besetzung               |               |                                 |                       |                       |                         |           |                      |                                                     |
| Law & Order: Special Victims Unit |               |                                 |                       |                       |                         |           |                      |                                                     |
| Mariska Hargitay                  | Captain       | Olivia „Liv“ Benson             |                       |                       |                         | 1–3, 5    |                      | Anja Godenschweger                                  |
| Peter Scanavino                   | ADA           | Dominick „Sonny“ Carisi, Jr.    |                       |                       |                         | 1–        |                      | Benedikt Gutjan                                     |
| Isabel Gillies                    |               | Kathy Stabler                   |                       |                       |                         | 1, 3, 5   |                      |                                                     |
| Ellen Burstyn                     |               | Bernadette „Bernie“ Stabler     |                       |                       |                         | 2–        | 10–                  | Kornelia Boje                                       |
| Ice-T                             | Sergeant      | Odafin „Fin“ Turtola            |                       |                       |                         | 2, 3      |                      | Torsten Münchow                                     |
| Raúl Esparza                      |               | Rafael Barba                    |                       |                       |                         | 2         | 17                   | Peter Flechtner                                     |
| Dann Florek                       | Captain a. D. | Donald „Don“ Cragen             |                       |                       |                         | 2, 4      |                      | Leon Rainer                                         |
| Octavio Pisano                    | Detective     | Joe Velasco                     |                       |                       |                         | 2–3       |                      | Pirmin Sedlmeir                                     |
| Kelli Giddish                     | Detective     | Amanda Rollins                  |                       |                       |                         | 3         |                      | Tatjana Pokorny                                     |
| Molly Burnett                     | Detective     | Grace Muncy                     |                       |                       |                         | 3         |                      |                                                     |
| Tamara Tunie                      | M. E.         | Melinda Warner                  |                       |                       |                         | 4, 5      |                      |                                                     |
| Law & Order                       |               |                                 |                       |                       |                         |           |                      |                                                     |
| Jeffrey Donovan                   | Detective     | Frank Cosgrove                  |                       |                       |                         | 3         |                      |                                                     |
| Mehcad Brooks                     | Detective     | Jalen Shaw                      |                       |                       |                         | 3         |                      |                                                     |
| Camryn Manheim                    | Lieutenant    | Kate Dixon                      |                       |                       |                         | 3         |                      |                                                     |

## Ausstrahlung
Vereinigte Staaten
Die erste Staffel wurde vom 1. April bis 3. Juni 2021 auf NBC ausgestrahlt. Die zweite Staffel wurde vom 23. September 2021 bis 19. Mai 2023 ausgestrahlt. Die dritte Staffel wurde vom 22. September 2022 bis 18. Mai 2023 ausgestrahlt. Die vierte Staffel der Serie soll erst im Jahr 2024 erscheinen. Die Serie ist im Anschluss der Erstausstrahlung auch über den Streamingdienst Peacock abrufbar.
Deutschland
Die deutschsprachige Erstausstrahlung der ersten Staffel fand vom 8. bis zum 23. September 2021 auf dem deutschen Pay-TV-Sender 13th Street statt. Die zweite Staffel wurde vom 23. Februar bis zum 3. August 2022 auf 13th Street ausgestrahlt. Die dritte Staffel sendete ebenfalls 13th Street vom 6. Juni bis zum 15. August 2023. Die Serie ist im Anschluss der Ausstrahlung bei Sky Ticket zu sehen.